# さいと温泉
さいと温泉（ さいとおんせん）は、宮崎県西都市にある温泉。

## 概要
株式会社プラム観光が営業している温泉施設。地下1000mより湧出する天然温泉で、全国的にも珍しいラドン泉源の温泉である。
施設には売店・物産店等が併設されており、宿泊も可能である。プロ野球キャンプシーズンでは、東京ヤクルトスワローズ2軍の宿舎としても利用されている。

## 温泉データ
- 泉質：ナトリウム - 炭酸水素塩温泉
- 泉温：38℃
- pH：8.43（弱アルカリ性）
- 効能：神経痛、筋肉痛、関節痛、五十肩、運動麻痺、関節のこわばり、うちみ、くじき、慢性消化器病痔疾、冷え性、病後回復期、疲労回復、健康増進、きりきず、やけど、慢性皮膚病

### 施設
- 温泉施設：大浴場、ラドン温泉、深風呂、寝風呂、うたせ湯、露天風呂、サウナ
- 駐車場：150台、送迎バス有（15名以上）
- その他：大広間、食堂、客室、マッサージ室、キッズルーム、ゲームコーナー、売店、物産店

## アクセス
- 自動車：東九州自動車道・西都ICより約5分。

## 周辺
- 西都市街
  - 西都市役所
  - 西都病院
  - 西都商業高等学校
  - 西都原古墳群
  - 西都原運動公園野球場 - 東京ヤクルトスワローズ（二軍）キャンプ地
- 宮崎県道24号高鍋高岡線